# Dietmar-Hopp-Stadion
Dietmar-Hopp-Stadion – stadion piłkarski w Sinsheim (w dzielnicy Hoffenheim), w Niemczech. Został otwarty w 1999 roku. Może pomieścić 6350 widzów. Do 2008 swoje spotkania rozgrywali na nim piłkarze klubu TSG 1899 Hoffenheim (w 2009 roku zespół przeniósł się na swój nowy stadion), odtąd z obiektu korzysta drużyna rezerw tego zespołu oraz piłkarki żeńskiej sekcji klubu. Stadion nosi imię prezesa TSG 1899 Hoffenheim, Dietmara Hoppa.
Stadion został otwarty w 1999 roku, w stulecie istnienia klubu TSG 1899 Hoffenheim. Drużyna ta grając na nowym obiekcie przeszła drogę od Verbandsligi do 2. Bundesligi, do której awansowała w 2007 roku. Po awansie na drugi poziom rozgrywkowy stadion przeszedł modernizację, a jego pojemność wzrosła z 5000 do 6350 widzów. Jednocześnie rozpoczęto także budowę nowego stadionu na ponad 30 000 widzów, położonego już nie w dzielnicy Hoffenheim, a znacznie bliżej centrum Sinsheim, przy autostradzie A6. Po jednym sezonie w II lidze zespół awansował do Bundesligi. Ponieważ stary stadion nie spełniał wymogów najwyższej klasy rozgrywkowej, a nowy obiekt nie był jeszcze ukończony, rundę jesienną sezonu 2008/2009 TSG 1899 Hoffenheim rozegrał na Carl-Benz-Stadion w Mannheim, by przeprowadzić się na swoją nową arenę na początku 2009 roku. Po wyprowadzce pierwszego zespołu, na starym stadionie pozostały drużyny rezerw oraz żeńskiej sekcji klubu.